# Замошшя (Околовська сільрада)
Замошшя (біл. вёска Замошье) — село (веска) в складі Логойського району розташоване в Мінській області Білорусі, підпорядковане Околовській сільській раді.
Село Замошшя розташоване в центральних районах Білорусі, у північній частині Мінської області — орієнтовне розташування [Архівовано 17 травня 2020 у Wayback Machine.].